# Is This Love?
Is This Love? – debiutanckie demo zespołu Cake wydane w roku 1991. Zawiera jedynie 2 piosenki. 

## Lista utworów
1. "Is This Love?" – 3:19
2. "You Part The Waters" – 2:50